# C/N-Verhältnis
Das C/N-Verhältnis beschreibt die Gewichtsanteile von Kohlenstoff (C) und Stickstoff (N) – beispielsweise in Böden oder Pflanzenteilen – und ist ein gängiger Indikator der Stickstoffverfügbarkeit für Pflanzen und Mikroorganismen.

## Bedeutung
Je kleiner die Zahl, desto enger ist das C/N-Verhältnis und umso mehr Stickstoff steht zur Verfügung. 
Des Weiteren kann über dieses Verhältnis ebenso der Humifizierungsgrad des organischen Materials bestimmt werden. Bei der Zersetzung wird auch CO2 freigesetzt und N zum großen Teil in die mikrobielle Biomasse eingebaut. Dadurch wird das C/N-Verhältnis enger, was wiederum für eine fortgeschrittene Humifizierung spricht. Ebenso ist je nach Humusart das C/N-Verhältnis unterschiedlich.
Auch bei der Kompostierung ist das C/N-Verhältnis der zu verrottenden Materialien wichtig, da hiervon die Aktivität der abbauenden Mikroorganismen stark abhängt. In Biogasanlagen wird der Kohlenstoff in Methan umgesetzt, so dass der Gärrest wesentlich mehr Stickstoff als das Ausgangsmaterial enthält. Dies muss bei der Kompostierung berücksichtigt werden.

## Bestimmung
Das C/N-Verhältnis wird folgendermaßen bestimmt:
- die Probe wird bei 950 °C oxidiert (verbrannt) → CO2 + N2 (nach Reduktion durch Reduktionsmittel wie bspw. Kupfer oder Wolfram)
- Konditionierung (Kalibrierung) des Wärmeleitfähigkeitsdetektor (WLD) mit zwei Blindwerten und zwei Standardproben zur Bestimmung des Eichfaktors
- Messung erfolgt im WLD nach Eingabe der Einwaage und der Probennummern
- Ausgabe der Ergebnisse der C- und N-Gehalte in mg/g Ctot und Ntot
- Gegebenenfalls wird die Probe bei carbonathaltigen Proben geteilt:

1. erste Messung wird im Muffelofen bei 430 °C verascht und anschließend der übriggebliebene Canorg mittels Elementaranalyse bestimmt
2. zweite Messung Ctot ohne Vorbehandlung bestimmt
3. Differenz Ctot − Canorg = Corg

- Umrechnung und Angabe der Ergebnisse in Corg/Ntot (in Prozent)
- Schätzwert durch Multiplikation von C mit 1,72 bei Mineralboden bzw. 2 bei organischen Auflagen ergibt ungefähren Humusgehalt im Boden

## Größenangaben
- Grünabfälle zwischen 7 und 15 C/N, Moder bei 20 C/N, Rohhumus zwischen 25 und 40
- Grünland etwa 11 C/N, Acker etwa 14 C/N, Forst etwa 21 C/N
- junges Gras zwischen 10 und 15 C/N, Mais bei 55 C/N, Getreide zwischen 60 und 100 C/N
- Ulmenwald ca. 28 C/N, Lindenwald ca. 37 C/N, Buchenwald ca. 51 C/N

## Anwendung
Gerade für die Landwirtschaft lassen sich über das Verhältnis von C und N aussagekräftige Schlüsse bezüglich der Erhaltung der Bodenfruchtbarkeit ziehen. So sollte z. B. ein Getreidebauer nach einer Ernte bei Belassen des kohlenstoffreichen Strohs auf dem Acker das Feld mit Stickstoff düngen bzw. Leguminosen anbauen, um das verschobene C/N-Verhältnis wieder in die Richtung zu schieben, welche die Mikrobenaktivität erhöht.